# Bazylika św. Saby w Rzymie
Bazylika św. Saby w Rzymie (wł. Basilica di San Saba) – rzymskokatolicki kościół tytularny w Rzymie. 
Świątynia ta jest kościołem parafialnym parafii św. Saby oraz kościołem tytularnym, mającym również rangę bazyliki mniejszej.

## Lokalizacja
Bazylika znajduje się w XXI Rione Rzymu – San Saba przy Piazza Gian Lorenzo Bernini 20.

## Patron
Patronem świątyni jest św. Saba – mnich żyjący w latach 439-532. Był założycielem kilku klasztorów na terenach Palestyny (m.in. Mar Saba), a następnie pełnił funkcję ich archimandryty.

## Historia
Według tradycji w miejscu obecnej bazyliki znajdował się dom św. Sylwii, matki papieża św. Grzegorza I, który miał następnie przekształcić go w kaplicę. W VII wieku zdobycie Palestyny przez Persów spowodowało ucieczkę z tamtych terenów wielu spośród ocalałych mnichów. Uciekinierzy ci, pochodzący z klasztoru Mar Saba, założyli w Rzymie swój klasztor. Oratorium powstało z przekształcenia części dużego prywatnego domu zbudowanego około 400 roku. Na początku X wieku klasztor ten został przekazany benedyktynom z Monte Cassino, którzy natychmiast przystąpili do przebudowy kościoła. W 1145 roku papież Lucjusz II przekazał klasztor kluniackiej kongregacji benedyktynów, którzy całkowicie odnowili go do 1205 roku.
W XV wieku kościół i klasztor był określany jako San Salvatore della Balbina. Został gruntownie odrestaurowany w 1463 roku. W 1503 roku kompleks został przekazany cystersom, którzy jednak ostatecznie nie założyli tutaj swojego opactwa. W związku z tym w 1513 roku papież przekazał go kanonikom laterańskim. Ponieważ również oni nie byli nim zainteresowani, to od 1573 roku majątek należał do Kolegium Niemiecko-Węgierskiego i początkowo klasztor był wykorzystywany jako miejsce letniego wypoczynku dla studentów i pracowników.
Na początku XX wieku dokonano gruntownej renowacji bazyliki, ukończonej w 1909 roku. Obejmowała ona usunięcie elementów barokowych i powrót do tego, co uznawano wówczas za średniowieczny wygląd kościoła: schola cantorum trafiła przed prezbiterium, ponownie ustawiono cyborium, odnowiono podłogę i tron biskupi. Prace zostały wykonane w oparciu o opis z końca XVI wieku autorstwa Pompeo Ugonio. 
W 1931 roku bazylika stała się kościołem parafialnym, parafię św. Saby powierzono jezuitom, którzy nadal nią zarządzają. W 1943 roku miała miejsce kolejna renowacja bazyliki. Przywrócona wcześniej lokalizacja schola cantorum okazała się niepraktyczna w kościele parafialnym i schola została ponownie usunięta. W 2010 roku odnowiono portyk.

## Architektura i sztuka
Na dziedziniec bazyliki prowadzą schody i brama, w której wewnętrznym tympanonie jest fresk przedstawiający św. Sabę i św. Andrzeja.
Kościół wzniesiono z cegły. Ma on nawę główną oraz dwie nawy boczne zakończone apsydami, ponadto po lewej stronie znajduje się dodatkowa krótka nawa boczna. Po prawej stronie kościoła jest klasztor. Po lewej stronie bazyliki znajduje się XII-wieczna kwadratowa dzwonnica, mająca z każdej strony po dwa otwory, nakrywa ją piramidalny dach. 
W dolnej części fasady znajduje się sześć filarów wspierających górną kondygnację, która ma pięć małych prostokątnych okien. Miejscami widoczne są części ram dawnych okien. Powyżej znajduje się arkadowa loggia z XV wieku z dwunastoma kolumnami. Główne drzwi wejściowe mają profilowaną obudowę z paskiem mozaiki cosmatesca i napisem datowanym na 1205 rok. Nad nadprożem znajduje się uszkodzony fresk przedstawiający Matkę Bożą ze św. Sabą po prawej i św. Andrzejem po lewej.
Wnętrze bazyliki
Arkady naw bocznych spoczywają na kolumnach pochodzących ze starożytnych budynków (tzw. spolia), kolumny nie stanowią jednolitego kompletu, większość z nich jest w porządku jońskim. U góry ściany nawy głównej mają po osiem okien. Część podłogi nawy to oryginalna cosmatesca, być może pochodząca z 1205 roku, z pięcioma kamiennymi dyskami (cztery z porfiru, jeden z szarego granitu).
W górnej części łuku tęczowego znajduje się Zwiastowanie z 1463 roku, dzieło Antoniazzo Romano. Koncha środkowej apsydy mieści malowidło wykonane na jubileusz 1575 roku, prawdopodobnie jest to kopia mozaiki z VIII wieku. Obraz ten przedstawia Chrystusa Triumfującego ze świętymi Andrzejem i Sabą. W pasie poniżej umieszczono Baranka Bożego w otoczeniu dwunastu owiec, symbolizujących Apostołów. Freski poniżej pochodzą z XIV wieku. Pod pasem z owcami znajduje się Madonna z Dzieciątkiem w otoczeniu Apostołów, a poniżej jest Ukrzyżowania i wizerunki kilku świętych.
W skład cyborium wchodzą cztery kolumny wspierające gzyms podtrzymujący małe kolumny jońskie, które z kolei wspierają ośmioboczny stożkowaty daszek z małą latarnią. Pod ołtarzem umieszczono kość św. Saby, relikwię tę można zobaczyć przez okrągły otwór. Za ołtarzem pod ścianą apsydy stoi tron biskupi wsparty na dwóch rzeźbionych lwach, na jego oparciu jest dekoracja cosmatesca. Świecznik paschalny ma formę skręconej marmurowej kolumny.
W ścianie prawej nawy umieszczono zdobiony fragment dawnej schola cantorum. Kaplica na końcu prawej nawy dedykowana jest Matce Bożej i pełni ona rolę kaplicy chrzcielnej.
Kaplica na końcu lewej nawy jest poświęcona Najświętszemu Sercu. W podłodze lewej nawy znajduje się krata, przez którą można zobaczyć odkopaną boczną kaplicę z VIII wieku, należącą do pierwotnego kościoła klasztornego.
Czwarta dodatkowa nawa pierwotnie była portykiem z XI wieku łączącym kościół z klasztorem benedyktynów (który na początku średniowiecza znajdował się po lewej stronie kościoła). W XIII wieku druga strona portyku została zamurowana i pokryta freskami. Nawa ta ma arkadę wspartą na dwóch kolumnach z białego marmuru z impostami zamiast kapiteli. Trzy uszkodzone freski przedstawiają: Madonnę z Dzieciątkiem oraz św. Sabą i Andrzejem, Św. Grzegorza Wielkiego ze św. Benedyktem i świętym biskupem oraz Św. Mikołaja dającego posag trzem biednym pannom. Malowidła te są datowane na 1296 rok i uważa się je za dzieła Jacopo Torriti.
W zakrystii i prowadzącym do niej korytarzu znajduje się kilka fragmentów fresków, z których większość została przeniesiona w to miejsce z dawnego oratorium. Najstarsze fragmenty pochodzą z okresu od założenia klasztoru w 645 roku do pontyfikatu papieża Jana VII (705–7). 

## Kardynałowie diakoni
Bazylika św. Saby jest jednym z kościołów tytularnych nadawanych kardynałom-diakonom (Titulus Sancti Sabae). Tytuł ten został ustanowiony 2 grudnia 1959 roku przez papieża Jana XXIII.
- Augustin Bea SI (1959-1968)
- Jean Daniélou SI (1969-1974)
- Joseph Schröffer (1976-1983)
- Jean Jérôme Hamer OP (1985-1996), tytuł prezbiterialny pro hac vice (1996)
- Jorge Medina Estévez (1998-2008), tytuł prezbiterialny pro hac vice (2008-2021)
- Arthur Roche (od 2022)